# Organismos reguladores
Los organismos reguladores mantienen constantes determinadas condiciones del organismo, como la temperatura, concentración de sales, cantidad de agua, etc. Estas condiciones son las que determinan el medio ambiente de la mayoría de las células de los animales. El fisiólogo francés Claude Bernard (1813-1878) se refirió a estas condiciones en las que están inmersas la mayoría de las células del organismo como medio interno. Dejando así reservado el término medio externo para las condiciones exteriores.
Se pueden distinguir entre dos tipos de organismos dependiendo de si su medio interno refleja las condiciones de su medio externo o no:
- Regulador: Mantiene constantes las condiciones de su medio interno, dentro de unos límites estrechos, frente a la variación de las condiciones del medio externo.

Por ejemplo: El ser humano regula su temperatura corporal manteniéndola siempre alrededor de 36 °C.
Los mecanismos que hacen esto posible requieren un coste energético constante, que se traduce en una ventaja al permitir que las células funcionen con independencia del medio externo.
- Conformador: Deja que las condiciones de su medio interno varíen en función de la variación de las condiciones del medio externo.

Por ejemplo: Los salmones dejan que su temperatura corporal varíe en función de la temperatura del agua del río.
Los organismos conformadores tienen la ventaja de no sufrir el coste energético de mantener las características internas constantes, pero las células internas están sujetas a cambios cuando cambian las condiciones externas.
Ningún organismo es totalmente regulador o conformador, normalmente se dan respuestas intermedias. Además, un mismo organismo puede demostrar regulación frente a algunas características del medio interno y conformidad frente a otras.
Por ejemplo: Los peces y anfibios no mantienen constantes sus temperaturas corporales, pero sí suelen mantener constantes las concentraciones osmóticas e ionicas de sus fluidos corporales.
Muchos fisiólogos consideran una gran ventaja evolutiva el que un animal pueda mantener constantes las características de su medio interno. Claude Bernard postuló la hipótesis “El equilibrio del medio interno es la condición para la vida libre”. Sin embargo, mantener un desequilibrio entre el medio interno y el medio externo conlleva un gasto energético que muchos animales evitan manteniendo determinadas condiciones del medio interno en equilibrio con su medio externo. 
Por ejemplo: Los peces, al dejar que su temperatura varíe con la del agua no requieren ningún gasto energético por no tener que mantener un desequilibrio de temperaturas.
Existen una gran cantidad de mecanismos fisiológicos para mantener constantes las características del medio interno. Determinados órganos y tejidos son los encargados de controlar las concentraciones de determinadas sustancias en los líquidos corporales (El hígado controla el contenido de glucosa en la sangre, extrayendo o incorporando esta si aumenta o disminuye su concentración). Al equilibrio interno, así como al conjunto de mecanismos fisiológicos que mantienen las características del medio interno constantes, Walter Cannon lo denominó homeostasis.

## Organización de los sistemas reguladores
En un sistema regulador se pueden distinguir varios componentes:
•	Variable controlada: Es el parámetro que se pretende controlar.
•	Efectores: Son los encargados de mantener o ajustar la variable controlada en los niveles adecuados.
•	Controladores: Su función es controlar la actividad de los efectores.
•	Sensores: Miden el nivel en que se encuentra la variable controlada.
•	Perturbación: Se considera una perturbación a una interacción con el entorno que tiende a desviar la variable controlada fuera del nivel adecuado.
Una disposición importante dentro de los sistemas reguladores es la retroalimentación. Esta se produce cuando la información que llega sobre los efectos que producen los efectores sobre la variable controlada vuelve a alimentar a los efectores para dirigir su comportamiento. Para que se de retroalimentación son necesarios uno o varios sensores que indiquen al controlador el estado de la variable controlada. Se pueden distinguir dos tipos de retroalimentación:

### Retroalimentación negativa
La actividad de los efectores se opone a cualquier desviación de la variable controlada. Este mecanismo es el más usual entre los sistemas de control, la temperatura, la liberación de hormonas, el control de la presión arterial entre otros, son controlados por retroalimentación.

### Retroalimentación positiva
La actividad de los efectores refuerza la desviación de la variable controlada del nivel regulado. Esta no lleva a la regulación y no es tan usual como la retroalimentación negativa.

## Sistema nervioso y endocrino
La regulación de las funciones corporales la llevan a cabo el sistema nervioso y el sistema endocrino.

### Sistema nervioso
Las células nerviosas, las neuronas, son las encargadas de transmitir las señales que llegan del exterior a centros integradores. Las propias neuronas forman parte de los sistemas integradores, y hasta aquí llegan estas señales por las neuronas aferentes. Desde los sistemas integradores se envían señales de control que llegan a los efectores a través de las neuronas eferentes.

### Sistema endocrino
El sistema endocrino se encarga de liberar determinadas sustancias químicas directamente a la sangre. Estas sustancias se conocen como hormonas, y son liberadas a la sangre a través de las células endocrinas.
Las hormonas son transportadas por la sangre a todos los órganos y tejidos, desencadenando determinadas respuestas en algunos de ellos. Cuando son liberadas pueden causar efectos localizados o difusos, pueden afectar a la totalidad de un tejido o a varios tejidos.
Estas señales hormonales necesitan un espacio de tiempo para actuar, una vez liberada, la hormona puede tardar de segundos a minutos en provocar la respuesta, ya que tiene que circular por el torrente sanguíneo hasta llegar a su destino.